# Fachanwalt für Informationstechnologierecht
Der Fachanwalt für Informationstechnologierecht wurde 2006 von der Satzungsversammlung der Bundesrechtsanwaltskammer (BRAK) als weitere Fachanwaltsbezeichnung eingeführt. Rechtsanwälte können diesen Titel erwerben, wenn sie entsprechende fachliche Kenntnisse nach § 14k der Fachanwaltsordnung (FAO) (üblicherweise durch erfolgreiches Bestehen eines sog. Fachanwalts-Lehrgangs) und eine nach § 5 Abs. 1 lit. r FAO vorgegebene Mindestanzahl von tatsächlich bearbeiteten Fällen nachweisen können.

## Besondere Kenntnisse
Nach § 14k FAO sind besondere Kenntnisse im Recht der Informationstechnologie in folgenden Bereichen nachzuweisen:
1. Vertragsrecht der Informationstechnologien, einschließlich der Gestaltung individueller Verträge und AGB,
2. Recht des elektronischen Geschäftsverkehrs, einschließlich der Gestaltung von Provider-Verträgen und Nutzungsbedingungen (Online-/Mobile Business),
3. Grundzüge des Immaterialgüterrechts im Bereich der Informationstechnologien, Bezüge zum Kennzeichenrecht, insbesondere Domainrecht,
4. Recht des Datenschutzes und der Sicherheit der Informationstechnologien einschließlich Verschlüsselungen und Signaturen sowie deren berufsspezifischer Besonderheiten,
5. Das Recht der Kommunikationsnetze und -dienste, insbesondere das Recht der Telekommunikation und deren Dienste,
6. Öffentliche Vergabe von Leistungen der Informationstechnologien (einschließlich e-Government) mit Bezügen zum europäischen und deutschen Kartellrecht,
7. Internationale Bezüge einschließlich Internationales Privatrecht,
8. Besonderheiten des Strafrechts im Bereich der Informationstechnologien,
9. Besonderheiten der Verfahrens- und Prozessführung

## Statistik
Zum 1. Januar 2024 sind 801 Fachanwälte für Informationstechnologierecht in Deutschland zugelassen.